# Sabor a limón (serie colombiana)
Sabor a limón fue una serie de televisión colombiana producida y transmitida en 1995. La historia contaba las aventuras de dos hermanos que quedaron bajo la custodia de su hermana mayor, después de que murieran sus padres. Los pequeños hermanos se convierten en grandes amigos, que enfrentan la vida diaria y aprenden de sus experiencias. 
Fue escrita por Juan Manuel Cáceres, producida por RCN Televisión para el entonces Canal A.

## Elenco
- Marcela Vanegas
- Natalia Reyes Duque
- Victoriano Donetti
- Rodrigo Castro
- Zoraida Duque
- Alcira Gil
- Leonardo Henriquez
- Jorge López
- Carolina Pinzón
- Daniel Ochoa
- Magaly Pérez
- Ernesto Ramírez
- Cristian Ruiz
- Daniel Rocha
- Álvaro Rodríguez
- Lizzie Sandquist
- Valentina Rendón